# Puerta de Mdina

La Puerta de Mdina (en maltés: Il-Bieb tal-Imdina), también conocida como  Puerta Principal o  Puerta de Vilhena, es la puerta principal de la ciudad fortificada de Mdina, Malta. Fue construida en estilo Barroco en 1724 según los diseños de Charles François de Mondion, durante la magistratura del Gran Maestre António Manoel de Vilhena.

## Historia
La ciudad de Maleth fue fundada por los fenicios alrededor del año 700 a. C., y después pasó a formar parte del Imperio Romano con el nombre de Melite. La ciudad púnico-romana ocupaba toda la actual Mdina, y sus murallas también se extendían hasta parte de Rabat. La ciudad se redujo a su tamaño actual en algún momento del periodo medieval temprano, bien por los bizantinos o por los árabes. En el siglo XV, la ciudad (ahora conocida como Mdina) estaba defendida por un sistema de murallas dobles en el frente terrestre, cuya entrada principal estaba situada cerca de la esquina sureste de la ciudad, cerca de una torre conocida como la Turri Mastra.
En la época medieval, la entrada principal a Mdina constaba de tres puertas separadas por patios. La puerta exterior se llamaba Prima Porta Principale o Porta di Santa Maria, y estaba decorada con el escudo de armas de Sua Cesarea Majestati en 1527. Se construyó una barbacana para proteger la puerta en algún momento después de 1448, pero fue demolida en 1551 porque ya no se consideraba adecuada para la defensa. Se cree que esta puerta fue reconstruida por la Orden de San Juan a principios del siglo XVII.
En 1722, el Gran Maestre António Manoel de Vilhena emitió órdenes para la restauración y renovación de Mdina. La entrada a la ciudad fue completamente reconstruida y se construyó una nueva puerta Barroca según los diseños del arquitecto francés Charles François de Mondion en 1724. Dado que los patios detrás de la antigua puerta fueron demolidos para dar paso al Palacio Vilhena, la puerta original fue amurallada y la nueva se construyó un par de metros a su izquierda. Las fortificaciones medievales de la ciudad también se reconstruyeron en ese momento, y la Turri Mastra fue demolida y sustituida por la Torre dello Standardo. 
La Puerta de Mdina fue representada en una moneda de plata conmemorativa de Lm2 acuñada por el Banco Central de Malta en 1973. La parte trasera de la puerta, junto con la Torre dello Standardo, se representó en el billete de 5 liras que estuvo en circulación entre 1989 y 2007.
En 2008, la puerta fue restaurada por la Unidad de Restauración del Departamento de Obras.
Hoy, la Puerta de Mdina es uno de los principales atractivos turísticos de Mdina. La puerta fue incluida en la Lista de Antigüedades de 1925. En la actualidad está catalogada como monumento nacional de grado 1, y también figura en el Inventario Nacional de Bienes Culturales de las Islas Maltesas.

## Arquitectura

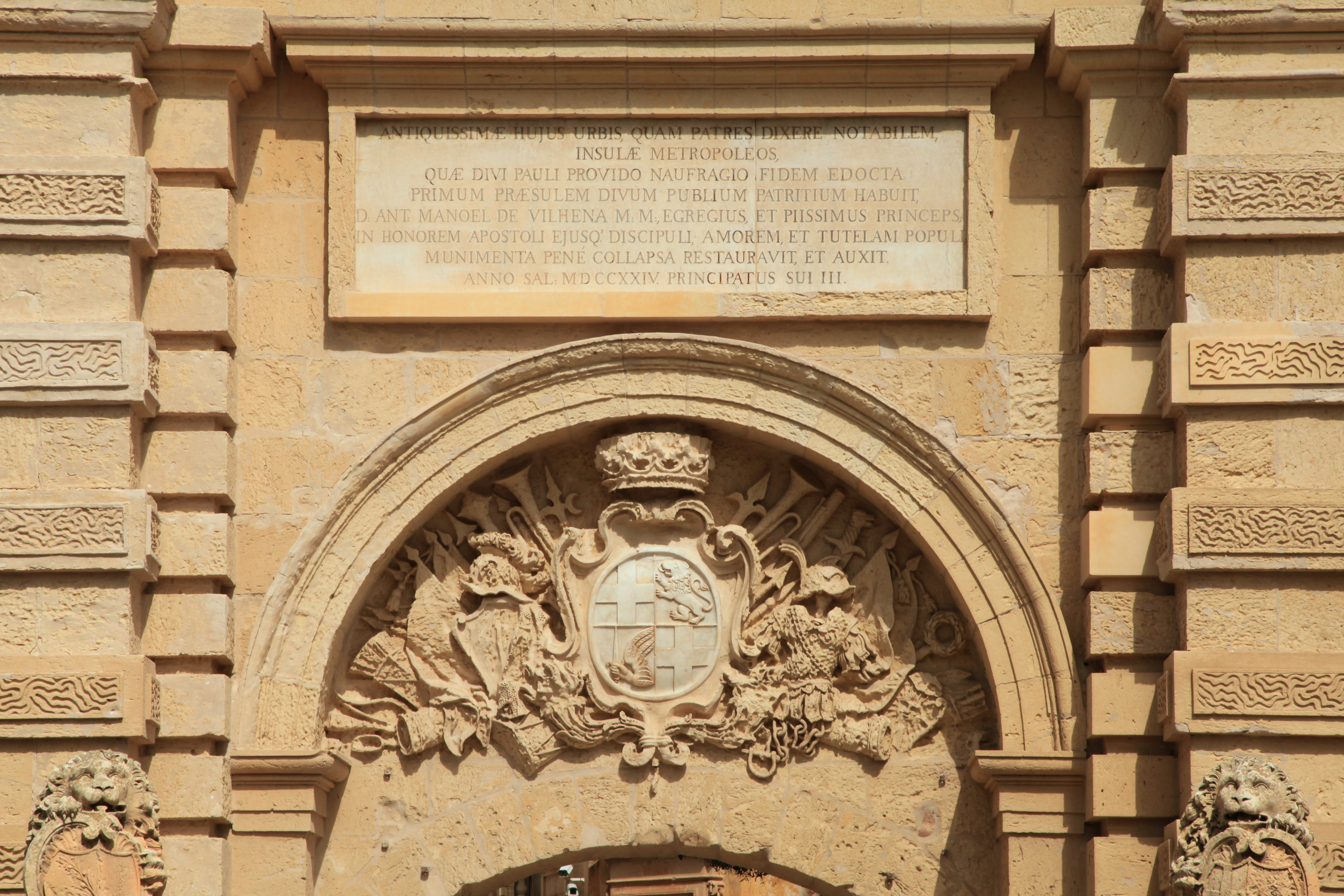
Inscripción y escudo de armas de Vilhena

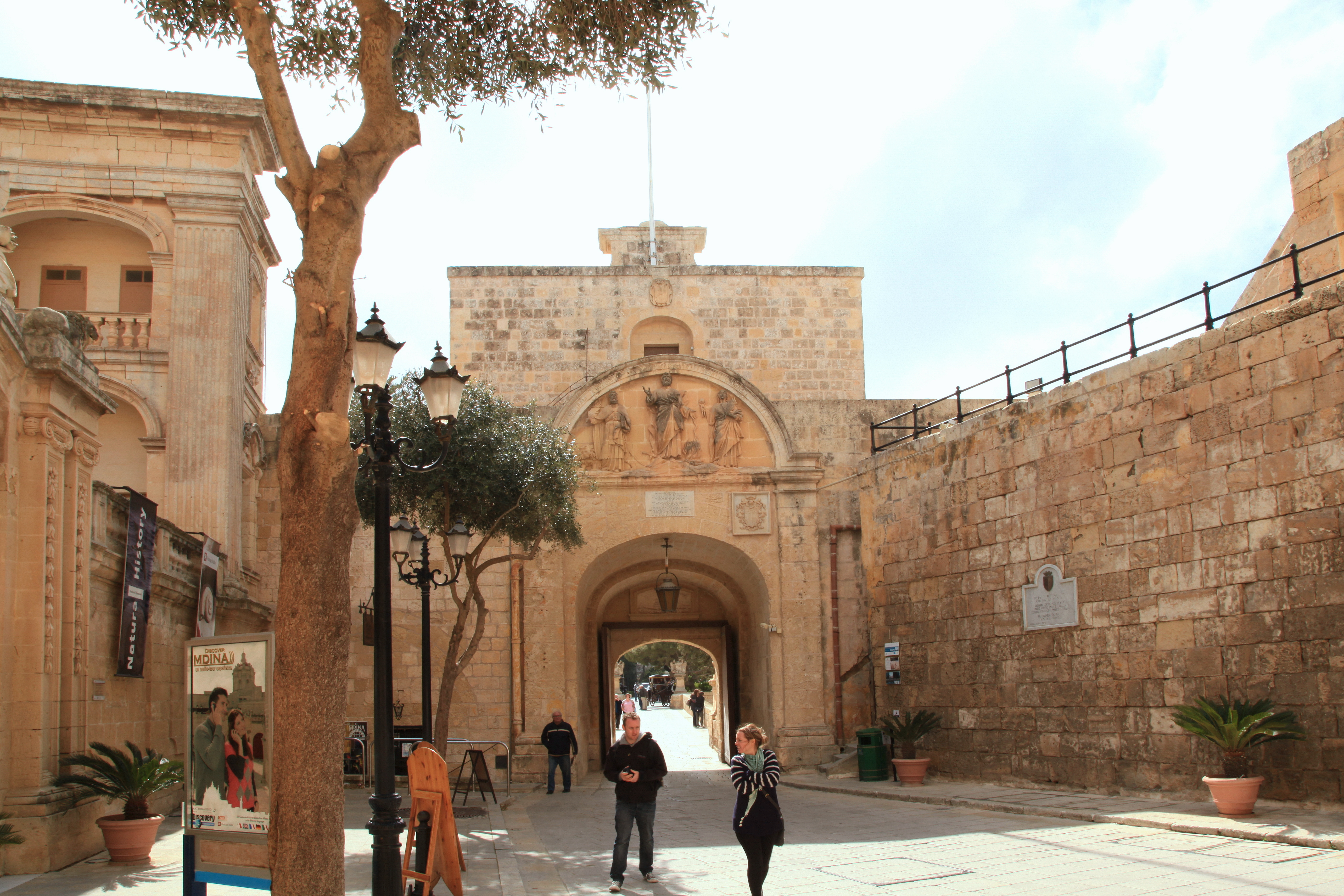
Parte trasera de la puerta

La Puerta de Mdina consta de un portal Barroco y una superestructura que sirve como puerta de entrada . El portal está decorado con pilastras dobles, los escudos de armas del Gran Maestre António Manoel de Vilhena y la ciudad de Mdina, un trofeo de armas y una inscripción en latín que dice:

ANTIQUISSIMÆ HUJUS URBIS, QUAM PATRES DIXERE NOTABILEM,

INSULÆ METROPOLEOS,

QUÆ DIVI PAULI PROVIDO NAUFRAGIO FIDEM EDOCTA

PRIMUM PRÆSULEM DIVUM PUBLIUM PATRITIUM HABUIT,

D: ANT: MANOEL DE VILHENA M: M:, EGREGIUS, ET PIISSIMUS PRINCEPS;

IN HONOREM APOSTOLI EJUSQ.' DISCIPULI, AMOREM, ET TUTELAM POPULI;

MUNIMENTA PENÉ COLLAPSA RESTAURAVIT, ET AUXIT.

ANNO SAL: MDCCXXIV. PRINCIPATUS SUI III.

La parte trasera de la puerta está decorada con relieves de San Publio, Santa Águeda y San Pablo, que son los santos patronos de Malta.
Un puente arqueado de piedra, decorado con estatuas de leones con el escudo de Vilhena o de la ciudad de Rabat, conduce a la puerta. Un puente levadizo de madera a la Vauban unía originalmente el puente con la puerta.

## En la cultura popular
La Puerta de Mdina representó una de las puertas de Desembarco del Rey en el rodaje de Lord Nieve, el tercer episodio de la primera temporada de Juego de Tronos.